# アスクレピアデス
サモス島のアスクレピアデス（古希: Ἀσκληπιάδης ὁ Σάμιος, Asklēpiadēss, 英: Asclepiades of Samos, 生没年不詳）は、紀元前290年頃に活躍したとされる古代ギリシアのサモス島出身の抒情詩人、警句家（エピグラム）である。アスクレーピアデースと長母音でも表記される。友人にテオクリトスが居たとされ、アレクサンドリア時代に愛をテーマに警句を書いたとされる。